# Melanophthalma suturalis
Melanophthalma suturalis är en skalbaggsart som först beskrevs av Mannerheim 1844.  Melanophthalma suturalis ingår i släktet Melanophthalma, och familjen mögelbaggar. Enligt den finländska rödlistan är arten sårbar i Finland. Arten är reproducerande i Sverige. Artens livsmiljö är sandstränder vid Östersjön.